# Трегонно
Трегонно́ (фр. Trégonneau, брет. Tregonev) — коммуна во Франции, находится в регионе Бретань. Департамент — Кот-д’Армор. Входит в состав кантона Бегар. Округ коммуны — Генган.
Код INSEE коммуны — 22358.

## География
Коммуна расположена приблизительно в 410 км к западу от Парижа, в 125 км северо-западнее Ренна, в 32 км к западу от Сен-Бриё.

## Население
Население коммуны на 2016 год составляло 566 человек.
| 1962 | 1968 | 1975 | 1982 | 1990 | 1999 | 2008 | 2016 |
| ---- | ---- | ---- | ---- | ---- | ---- | ---- | ---- |
| 313  | 314  | 277  | 324  | 363  | 401  | 482  | 566  |

## Экономика

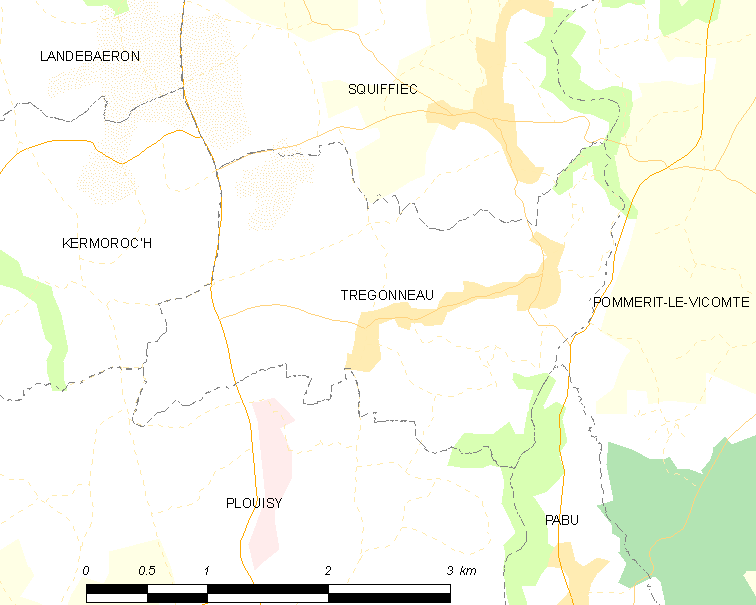
Карта коммуны

В 2007 году среди 296 человек в трудоспособном возрасте (15—64 лет) 229 были экономически активными, 67 — неактивными (показатель активности — 77,4 %, в 1999 году было 76,9 %). Из 229 активных работали 218 человек (131 мужчина и 87 женщин), безработных было 11 (4 мужчины и 7 женщин). Среди 67 неактивных 25 человек были учениками или студентами, 23 — пенсионерами, 19 были неактивными по другим причинам.